# Лища
Лища (кайт. Леххьа) — село в Кайтагском районе Дагестана.

## География
Село Лища расположено на высоте 1004 метра над уровнем моря. Ближайшие населённые пункты — Джурмачи, Дакниса, Гульды, Мижигли, Шиляги, Дуреги.

## Население
| 1895 | 1926 | 1939 | 1970 | 1989 | 2002 | 2010 |
| ---- | ---- | ---- | ---- | ---- | ---- | ---- |
| 309  | ↗339 | ↘250 | ↘244 | ↘204 | ↘123 | ↘110 |
| 2021 |      |      |      |      |      |      |
| ↗162 |      |      |      |      |      |      |